# Ожга Вторая
Ожга Вторая (Новое Сучкино) — деревня, центр сельской администрации в Старошайговском районе. Население 125 чел. (2001), в основном русские.

## География
Расположена на речке Ожге, в 13 км от районного центра и 30 км от железнодорожной станции Кадошкино.

## История
Название является гидронимом. В середине 19 века на этой речке было ещё 2 поселения — Ожга (Подверниха) и Ожга 1-я (Саловка, Никольское). В «Списке населённых мест Пензенской губернии» (1869) Ожга (Новое Сучкино) — село казённое из 109 дворов Инсарского уезда.
По подворной переписи 1913 года, в Ожге Второй (входила в состав Шуварской волости) было 214 дворов (1 339 чел.); церковно-приходская школа, 4 ветряные мельницы, 2 кузницы, 2 дегтярных завода, маслобойка, 3 лавки, трактир; в 1931 году — 238 дворов (1 269 чел.).
В 1932 году был создан колхоз «Путь к коммунизму», в 1976 году объединён с совхозом им. Чапаева, с 1996 года — СХПК.
В современном селе — основная школа, медпункт, магазин; Никольская церковь (конце 19 в.).